# Thread (protocole de réseau)
Pour les articles homonymes, voir Thread.
Thread est une technologie de réseau maillé basse consommation basée sur IPv6 et 6LoWPAN pour l'IoT, conçue pour être sécurisée et évolutive.

## Thread Group
La spécification du protocole Thread est disponible gratuitement, mais requiert un accord et une adhésion continue à un CLUF qui stipule que « L'adhésion à Thread Group est nécessaire pour implémenter, pratiquer et expédier la technologie Thread et les spécifications du Thread Group ». L'adhésion au Thread Group est soumise à une cotisation annuelle à l'exception du niveau « Académique ».
En juillet 2014, l'alliance Thread Group est annoncée, incluant les sociétés Nest Labs (filiale d'Alphabet / Google), Samsung, ARM Holdings, Qualcomm, NXP Semiconductors / Freescale, Silicon Labs, Big Ass Solutions, Somfy, OSRAM, Tyco International et la société de serrures Yale ; Apple rejoint le groupe en 2018. L'objectif est de faire de Thread une norme de l'industrie en fournissant une certification Thread. 
En 2019, le projet The Connected Home over IP, dirigé par Zigbee, Google, Amazon et Apple, annonce une collaboration pour créer une base de code standard et open source sans redevance afin de promouvoir l'interopérabilité dans la connectivité domestique, en exploitant Thread ainsi que Wi-Fi et Bluetooth Low Energy,.

## Caractéristiques clés
Thread utilise 6LoWPAN, qui à son tour utilise le protocole sans fil IEEE 802.15.4 avec communication maillée. Thread est cependant IP-adressable, offrant ainsi  l'accès au cloud et le chiffrement AES. Une implémentation open source sous licence BSD de Thread, appelée « OpenThread », est publiée par Nest. 6LoWPAN est basé sur l'utilisation d'un routeur de périphérie (Thread appelle leurs routeurs Border Routers). Contrairement à d'autres réseaux propriétaires, 6LoWPAN, comme tout réseau avec des routeurs périphériques, ne maintient aucun état de couche application car ces réseaux transmettent des datagrammes au niveau de la couche réseau. Cela signifie que 6LoWPAN ne connaît pas les protocoles d'application ni leurs modifications. Cela réduit la charge et la mise à jour des routeurs périphériques. Thread indique que plusieurs couches d'application peuvent être prises en charge, tant qu'elles sont à faible bande passante et peuvent fonctionner sur IPv6.
Thread se vante de ne pas avoir de point de défaillance unique dans son système. Cependant, si le réseau n'est configuré qu'avec un seul routeur de périphérie, c'est un point de défaillance unique. Le routeur périphérique ou un autre routeur peut assumer le rôle de leader pour certaines fonctions. Si ce leader échoue, un autre routeur ou routeur périphérique prendra sa place. C'est le principal moyen par lequel Thread évite ce point de défaillance unique.
Thread promet un haut niveau de sécurité. Seuls les appareils spécifiquement authentifiés peuvent rejoindre le réseau. Toutes les communications via le réseau sont sécurisées avec une clé de réseau.

## Protocoles concurrents
Les autres protocoles d'Internet des objets (IoT) concurrents actuellement déjà largement utilisés dans le monde comprennent le Wi-Fi HaLow, Bluetooth 5, Zigbee, Z-Wave et VEmesh .